# 東大サークル飲酒死亡事故
東大サークル飲酒死亡事故（とうだいサークルいんしゅしぼうじこ）とは、2012年7月、危険な飲酒が常態化し伝統化していた東京大学グリーンテニスクラブのコンパで、大量飲酒し酔い潰れたコンパ長が放置され急性アルコール中毒により死亡した事故・事件。

## 概要
2012年7月27日の夜、都内の公園で、東京大学のテニスサークルが隅田川花火大会の場所取りという名目のコンパで、アルコール度数25度の焼酎の原液1.1L（推定）を飲み、失禁するほど酔いつぶれたコンパ長が4時間放置され死亡した。このような大量の飲酒をしていた理由は、場の空気であった。
事件を起こしたサークルは極端に危険な飲酒が常態化し、伝統として引き継がれていた。事件で死亡したのはテニスサークルのコンパ長という職責の人物であった。コンパ長の役割は、週4回の練習後にほぼ毎回行われるコンパの準備や進行に加え、率先して飲んで場を盛り上げるというものであった。コンパ長は酒が好きでも強いわけでもなく家では全く飲まなかったが、指名を断れずコンパ長に就任していた。

### 事件の経緯
事件の前日、7月26日、コンパ長は午前8時から午後9時まで13時間の練習に参加し、その後、深夜0時頃まで恒例のコンパを取り仕切らなければならなかった。このため、終電を逃し、テニスコートに宿泊することになった。
翌日、事件当日の7月27日は、早朝から練習、ミーティング、隅田川花火大会場所取りコンパの買出しをし、休む間がないほどだった。疲労がたまっていたのか、当日にはあまり飲みたくないという発言をしていた。
午後6時ごろ、コンパが始まる。このコンパは、サークルの三大行事の1つで、多数の泥酔者が出る荒れるコンパとして知られていた。隅田川花火大会の会場の近くにブルーシートを敷いて場所取りをしながら、他のメンバーやOBが集まり飲み始めた。当日のコンパには1年生から4年生、そしてOBの合計40人が参加した。
午後9時ごろに近くの空き地に移動して「マキバ」という伝統行事が始められる。これは参加者が車座になってマイム・マイムを歌い踊りながら、2.7リットルの焼酎「大五郎」（アルコール度数25度）の原液を飲み干すというものであった。コンパ長がキャップを開けて最初に飲んで、最後に飲み干すのもコンパ長の役目であった。コンパでは「マキバ」を何回か繰り返すというのが通例であった。1回目の「マキバ」ではコンパ長は嘔吐したものの続けられた。2回目の「マキバ」ではフラフラでキャップを開けることもできなくなっていた。午後10時過ぎ頃の3回目の「マキバ」の途中で倒れ意識不明になってしまって失禁した。それでも参加者は救急車を呼ばずに、コンパ長をズボンを脱がせ引きずり出して広場の縁石付近に横たえた。
午後10時から11時頃に住民からの苦情のために警察官が来て、静かにするように注意された。このために皆は公園のブルーシートに戻ることにしたのだが、コンパ長の意識が回復しないため6人が手足を持って運ぶことにした。この運んでいるときに手を滑らせて2回も地面に落とし、頭部をアスファルトに強打していた。後日にはこれが死亡した原因だったのではと心配するほどの衝撃であったものの、救急車は呼ばれなかった。それからコンパ長は車道近くの草地に寝かされていた。その後も飲んで騒いでいたために再び警察官に注意されたものの、コンパ長の異常は発見されなかった。それからの翌7月28日午前0時にコンパ長は死亡したと推定。午前2時6分頃に救急車が呼ばれて、死因は急性アルコール中毒で、血中アルコール濃度は4.24mg／mlであった。
7月28日に参加者は自身のLINEの記録やmixiやTwitterなどのアカウントを削除して、死亡したコンパ長の両親に名誉を守るためとしてmixiのアカウント削除を依願していた
翌月8月に、テニスサークルは解散。同年12月に、「マキバ」に参加していた学生らは戒告処分となった。このテニスサークルは1970年代前半に設立されて駒場キャンパスを拠点として活動して、学内では他のインカレとは異なり正統派のテニスサークルとして知られ、練習がきついことでも有名であった。

## サークルの体質
テニスサークルでは、練習後に必ずコンパをしており、サークルにとって飲酒は特別なものとなっており、「コンパを制する者はグリーンを制する」とされた。歴代コンパ長の名が書かれた容量3.4Lの洗面器があり、コンパ長の引き継ぎ式「コンパ長交代の儀」では、その洗面器に焼酎の原液を入れ、前任と新任のコンパ長が交互に口をつけ飲み干すこととなっており、死亡した41代目コンパ長も前任のコンパ長と飲み干している。
このテニスサークルは2007年から2011年までに7回もの飲酒がらみの事件を起こしていた。2011年には1年生がコンパ翌日の正午過ぎまで昏睡状態であったが救急車は呼ばれていなかった。そのため、後の裁判での原告の弁護士は、何度も昏睡状態となる騒ぎがあったものの、死者が出ていなかったということから安易な経験則が形成されていたのではないか、と言っている。
コンパ長のノートには、警察や警備員が来たら未成年は逃げる、団体を聞かれたらゼミが適当に集まってると言うなどのマニュアルも書かれていた。

## 裁判
死亡したコンパ長の両親は、1年生などを除いた31名と話し合いをしてきて、10名とは1人240万円の支払いによる謝罪をもって和解した。しかし、残りの21名は責任を認めなかったため、2015年7月22日に両親は21名に対して総額約1億6900万円の損害賠償を求める訴訟を起こした。
10月15日に裁判が始まり、訴えられた21人全員は「コンパは特別異常ではなかった」「法的責任はない」「自分も酔って寝ていた」等と請求棄却を求めた。なお、翌年2月に第3回口頭弁論が開かれたはずだが、それ以降の裁判に関する続報は報じられていない。

## マイムマイムオフ
マイムマイムオフの概要
2015年8月、東大生7人が、飲酒死亡事故をネタにしたオフ会を実施しツイートし、批判を呼んだ。
マイムマイムオフの詳細
2015年7月、死亡した学生の両親が損害賠償を求めた報道がなされた直後、東京大学薬学部の5年生の男子学生が本事件をネタにした「マイムマイムオフ」という名の東大生限定オフ会を企画して募った。
同年8月20日夕方から、隅田公園で東大生7人によりオフ会は実施された。オフ会では、亡くなった学生の写真（※テレビで報道された写真を切り抜き拡大して印刷したもの）を遺影のように飾り、実際の事故を再現するように焼酎の大五郎を置いた周りでマイムマイムをしながらラッパ飲みをした。
Twitterで参加者が写真や感想をツイートし、批判を招き、東大にも通報等があった。